# Francesc Falivene Pingetti
Francesc Falivene Pingetti (Llagostera, 1897 - 12 de desembre de 1991) va ser humanista, promotor cultural i alcalde de Llagostera per ERC durant els vuit darrers mesos de la Guerra Civil Espanyola.

## Biografia
Era fill d'emigrants italians. Juntament amb Sebastià Gispert Oliveras van ser els principals impulsors de la reforma del Casino Llagosterenc de 1929, encarregant les obres a Jeroni Montseny. Fou alcalde de Llagostera durant els vuit darrers mesos de la Guerra Civil Espanyola, durant la II República. Amb l'entrada dels nacionals va haver d'abandonar el país i va passar 25 anys a França. El 1964, quan va tornar a Llagostera, de seguida es va reincorporar al casino que tant l'havia marcat durant la seva joventut. A la seva tornada a Llagostera defensà el nacionalisme radical. Militant d'ERC de tota la vida, es va donar temporalment de baixa del partit quan Joan Hortalà va ser nomenat conseller d'Indústria.
El maig de 1988 el Casino Llagosterenc li va retre homenatge distingint-lo com a soci d'honor. En un segle d'història, era la segona persona en rebre aquest reconeixement. Durant molts anys també va col·laborar periòdicament amb escrits a El Butlletí de Llagostera. Considerat una de les deu persones més notables del segle xx a Llagostera, enamoradíssim de la seva dona, morí sense fills. Va voler deixar escrit a la làpida del cementiri de Llagostera, actualment desapareguda: "Núria Matamala i Francesc Falivene. Sempre units en la vida i també en la mort. 1896-19..." I una llista vertical amb les paraules "Moral, Bondat, Amor i Estimació".